# 爱德华·韦斯特
爱德华·韦斯特爵士（Edward West，1782年—1828年8月18日）是一名英国法官和经济学家。

## 生平
爱德华·韦斯特出生于英国赫特福德郡。因为父母亲逝世，他由叔叔抚养成人。爱德华毕业于牛津大学大学学院，主修古典学和数学。1822年，爱德华结婚，并被任命为印度孟买管辖区国王法院的记录员。1828年，爱德华在浦那逝世并安葬。

## 思想
爱德华·韦斯特在著作《论资本用于土地》中提出了劳动价值理论和边际递减理论。他同大卫·李嘉图意见相左，反对当时英国政府对谷物进口的限制。